# Jong Zulte
Jong Zulte is een Belgische voetbalclub uit het Oost-Vlaamse Zulte. Jong Zulte is aangesloten bij de KBVB met stamnummer 9406 en heeft geel en groen als clubkleuren. De club promoveerde in 2018 naar Eerste provinciale, maar koos in december 2020 voor een vrijwillige herstart in Vierde provinciale op het einde van het seizoen.

## Geschiedenis
Jong Zulte ging in 2002 van start in Vierde provinciale. Een jaar eerder had Zultse VV de gemeente (en de Kastanjelaan) verlaten om op te gaan in fusieclub SV Zulte-Waregem. Pascal De Cuyper was de eerste trainer van de club, eind december 2002 werd Piet Verschelde aangesteld als opvolger. Verschelde bleef tien jaar aan het roer en leidde de club naar Tweede provinciale. In januari 2013 werd bekend dat toenmalig speler Frederik D'hollander hem op het einde van het seizoen zou opvolgen als trainer. Ook D'Hollander bleef jaren aan als trainer, tot hij in juni 2020 overstapte naar zijn ex-club Zulte Waregem om er jeugdcoach te worden. D'Hollander, die de club in 2018 naar Eerste provinciale had geleid, werd opgevolgd door Pascal De Vreese. De Vreese bleef minder lang aan dan zijn twee voorgangers: begin oktober 2020 gooide hij, na overleg met de voorzitter, al de handdoek.
In december 2020 kondigde de club aan dat het vanaf het seizoen 2021/22 zou uitkomen in Vierde provinciale, ongeacht het resultaat in het seizoen daarvoor. De vrijwillige degradatie ging ook gepaard met een verhuis van de Kastanjelaan naar de accommodatie Waalmeers. Een jaar later werd Jong Zulte kampioen in Vierde provinciale. Tijdens de winterstop van het seizoen 2022/23 moest Jong Zulte afscheid nemen van trainer Brecht Bettens (een achterneef van Prudent Bettens), die voltijds jeugdtrainer werd bij Zulte Waregem. Hij werd opgevolgd door Niels Holvoet, die de club op een negende plaats parkeerde in Derde provinciale.
In mei 2023 liet Jong Zulte weten dat het in het seizoen 2023/24 geen B-ploeg zou inschrijven in Vierde provinciale.

## Resultaten
| Seizoen | Klasse | Klasse | Klasse | Klasse | Klasse | Klasse | Klasse | Klasse | Klasse | Reeks                                                    | Punten                                                   | Opmerkingen                                                |
|         | I      | I      | II     | III    | IV     | P.I    | P.II   | P.III  | P.IV   |                                                          |                                                          |                                                            |
| ------- | ------ | ------ | ------ | ------ | ------ | ------ | ------ | ------ | ------ | -------------------------------------------------------- | -------------------------------------------------------- | ---------------------------------------------------------- |
| 2015/16 |        |        |        |        |        |        | 5      |        |        | 2e Prov. Oost-Vlaanderen A                               | 50                                                       |                                                            |
|         | 1A     | 1B     | 1Am    | 2Am    | 3Am    | P.I    | P.II   | P.III  | P.IV   | Vanaf 2016-17 zijn er 3 nationale en 2 regionale niveaus | Vanaf 2016-17 zijn er 3 nationale en 2 regionale niveaus | Vanaf 2016-17 zijn er 3 nationale en 2 regionale niveaus   |
| 2016/17 |        |        |        |        |        |        | 5      |        |        | 2e Prov. Oost-Vlaanderen A                               | 46                                                       |                                                            |
| 2017/18 |        |        |        |        |        |        | 2      |        |        | 2e Prov. Oost-Vlaanderen B                               | 65                                                       | winst in eindronde                                         |
| 2018/19 |        |        |        |        |        | 9      |        |        |        | 1ste Prov. Oost-Vlaanderen                               | 41                                                       |                                                            |
| 2019/20 |        |        |        |        |        | 8      |        |        |        | 1ste Prov. Oost-Vlaanderen                               | 35                                                       | competitie vroegtijdig stopgezet vanwege de coronapandemie |
| 2021/22 |        |        |        |        |        |        |        |        | 1      | 4e Prov. Oost-Vlaanderen C                               | 65                                                       |                                                            |
| 2022/23 |        |        |        |        |        |        |        | 9      |        | 3e Prov. Oost-Vlaanderen B                               | 45                                                       |                                                            |
| 2023/24 |        |        |        |        |        |        |        | 10     |        | 3e Prov. Oost-Vlaanderen B                               | 38                                                       |                                                            |
| 2024/25 |        |        |        |        |        |        |        | 4      |        | 3e Prov. Oost-Vlaanderen B                               | 49                                                       |                                                            |
| 2025/26 |        |        |        |        |        |        |        |        |        | 3e Prov. Oost-Vlaanderen A                               |                                                          |                                                            |

## Bekende (ex-)spelers
- Frederik D'hollander
- Bjorn De Wilde

## Bekende (ex-)trainers
- Frederik D'hollander
- Piet Verschelde

## Voorzitters
- 2002-2005: André Denys
- 2005-2006: Jean-Marie De Craene
- 2006-2014: Jan Lippens
- 2014-heden: Tom Moerman[12]